# Transplantationsgesetz (Deutschland)
Das Transplantationsgesetz (TPG) regelt seit 1997 in der Bundesrepublik Deutschland die rechtlichen Voraussetzungen für die Spende, Entnahme und Übertragung von menschlichen Organen, Organteilen und Geweben. Bei der Entnahme von Organen unterscheidet das Gesetz zwischen der Organentnahme bei toten und bei lebenden Organspendern.
Es gilt die erweiterte Zustimmungslösung, d. h. ohne Zustimmung des Spenders oder der nächsten Familienangehörigen (im Falle des Hirntodes) ist eine Transplantation nicht zulässig. Mit dem Gewebegesetz vom 20. Juli 2007 ist das Gesetz auch auf menschliches Gewebe und fötale Organe anwendbar.
Obwohl auch Blut als Organ gilt, ist das Transplantationsgesetz für Blut, Blutbestandteile und Blutprodukte nicht anwendbar. Für diese gilt das Transfusionsgesetz.
Das Transplantationsgesetz wurde am 25. Juni 1997 vom Deutschen Bundestag verabschiedet und trat, nachdem der Bundesrat am 26. September zugestimmt hatte, im Wesentlichen zum 1. Dezember des Jahres in Kraft.

## Grundaussagen des Gesetzes

### Organentnahme bei Toten
Die Bundesärztekammer als Repräsentant der Ärzteschaft bestimmt in Richtlinien die Regeln zum Nachweis des Todes. Der Gesetzgeber sollte lediglich den Punkt markieren, der als Mindestvoraussetzung für eine Organentnahme gelten muss. Daher war vorzuschreiben, dass vor einer Organentnahme stets der Gesamthirntod, also der Ausfall der Gesamtfunktion des Großhirns, des Kleinhirns und des Hirnstamms nach Verfahrensregeln, die dem Stand der Erkenntnisse der medizinischen Wissenschaft entsprechen, festzustellen ist. Damit definiert der Gesetzgeber nicht den Tod, legt aber insoweit ein Mindestkriterium für die Organentnahme fest.

### Organentnahme bei Lebenden
Die Lebendorganspende ist in §§ 8 ff. TPG geregelt.
Solche Transplantationen – etwa einer Niere – sind nur unter bestimmten Voraussetzungen möglich:
- Volljährigkeit

Der Spender muss volljährig sein.
- Einwilligung nach Aufklärung

Er muss seine Einwilligung erteilt haben, die eine über alle mit dem Eingriff verbundenen Risiken umfassende Aufklärung voraussetzt. Dies gilt auch für mögliche Einschränkungen von Versicherungsleistungen.
- Eignung

Der Betroffene muss "nach ärztlicher Beurteilung als Spender geeignet" sein.
- Keine über den Eingriff hinausgehende Gefahr

Es darf ihm auch keine schwere gesundheitliche Beeinträchtigung drohen, die über das Operationsrisiko hinausgeht.
Die Lebendorganspende ist nach geltendem Recht subsidiär gegenüber der postmortalen Spende, auch wenn dies aus ärztlicher Sicht häufig kritisiert wird.
Beschränkt ist der Spenderkreis der Lebendorganspende auf Übertragungen an enge Verwandte, Ehegatten, eingetragene Lebenspartner oder andere Personen, die dem Spender in besonderer persönlicher Verbundenheit offenkundig nahestehen.
Mit dem Problem der (sozialrechtlichen Erstattung der) sog. Cross-Over-Spende unter Lebenden hat sich das Bundessozialgericht beschäftigt.

### Transplantationszentren
Übertragungen der lebenswichtigen und vermittlungspflichtigen Organe Herz, Niere, Leber, Lunge, Bauchspeicheldrüse und Darm dürfen nur in dafür zugelassenen Transplantationszentren erfolgen. Sie werden zur Zusammenarbeit verpflichtet, wofür regionale Koordinierungsstellen eingerichtet werden sollen. Im Ausland entnommene Organe dürfen nur vermittelt werden, wenn kein Widerspruch zu wesentlichen Grundsätzen des deutschen Rechts besteht. Damit soll einer illegalen Einfuhr von Organen aus ärmeren Ländern entgegengewirkt werden.

### Wartelisten
Die Transplantationszentren müssen Wartelisten der Personen (Patienten) führen, die ein vermittlungspflichtiges Spenderorgan benötigen. Eine Entscheidung über die Reihenfolge bei der Vermittlung von Organ- und Gewebespenden wird nur von Eurotransplant getroffen. Die Zuweisung an einen Empfänger darf nur nach den beiden medizinischen Kriterien Erfolgsaussicht und Dringlichkeit erfolgen. Finanzielle, soziale oder statusbezogene Eigenschaften von Personen sind kein Kriterium bei der Vergabe eines Spenderorgans.
Für die Organspenden von Lebenden an ihnen eng verbundene Personen, sogenannte „Lebensspenden“, gelten andere Regeln, die unbedingt beachtet werden müssen. Die Rechtmäßigkeit einer Lebensspende zu prüfen, ist ein langwieriger Prozess, der neben Ärzten auch Juristen und Psychologen einbezieht und bei dem viele unabhängig voneinander erstellte Gutachten einen positiven Bescheid liefern müssen. Nur so sind Lebensspenden legal und durchführbar.
1967 wurde Eurotransplant gegründet, u. a. mit dem Ziel, die Verfügbarkeit von Spenderorganen bzw. -geweben zu verbessern.

### Organ- und Gewebehandel
Der Organ- und Gewebehandel ist verboten und kann mit bis zu fünf Jahren Freiheitsstrafe bestraft werden (§ 18 TPG). Davon ausgenommen sind bestimmte aus Organen gewonnene Medikamente sowie Entgelte etwa für den medizinischen Aufwand zur Organentnahme, Transport und Konservierung oder Infektionsschutz.

### Aufklärung
Die Behörden sollen die Bevölkerung über Möglichkeiten und Voraussetzungen von Organspenden aufklären und Organspendeausweise bereithalten. Krankenkassen sollen ihre Versicherten regelmäßig zu einer persönlichen Entscheidung über eine Organspende auffordern. Ein europaweit einheitlicher Organspendeausweis wird angestrebt. Bislang sollen nur ca. 3,3 % der Bevölkerung Organspendeausweise ausgefüllt haben. Durch die Erhöhung der Quote der Personen, die ausdrückliche Erklärungen für oder wider die Organspende abgeben, sollen auch die Angehörigen von der Entscheidung hierüber entlastet werden.

### Organspenderegister
Das Organspenderegister – offiziell Register für Erklärungen zur Organ- und Gewebespende - ist ein zentrales elektronisches Verzeichnis, in dem die Entscheidung für oder gegen eine Organ- und Gewebespende festgehalten also erklärt werden kann. Ein solches Register hatte das Bundesgesundheitsministerium ursprünglich bereits für den März 2022 geplant. Am 18. März 2024 wurde das Register unter organspende-register.de veröffentlicht. Das Register wird vom Bundesinstitut für Arzneimittel und Medizinprodukte (BfArM) betrieben und soll schrittweise weiter ausgebaut werden.
Vor Abgabe einer Erklärung ist eine Identifizierung beim Organspende-Register erforderlich. Dies geht zunächst mit der AusweisApp und einem Ausweisdokument mit Online-Ausweisfunktion. Bei der Identifizierung ist zusätzlich die Angabe einer E-Mail-Adresse und der Krankenversichertennummer erforderlich. Ab Juli bis Ende September 2024 ist eine alternative Identifikation mit der GesundheitsID – der digitalen Identität der Krankenkasse für Versicherte – über die elektronische Patientenakte der Krankenkassen geplant.
Nach erfolgreicher Identifikation kann die Erklärung für oder gegen eine Organ- oder Gewebespende im Organspende-Register hinterlegt werden. Die Abgabe einer Erklärung wird per E-Mail mit einer Erklärungs-ID bestätigt. Diese Erklärungs-ID ist ein individueller Code, mit dem die Erklärung später erneut aufgerufen werden kann.
Unklar bleibt, wer im Ernstfall Zugriff auf die gespeicherten Daten hat. Nur die abrufberechtigten Personen eines behandelnden Krankenhauses können eine Registerabfrage durchführen, sofern bei einem Patienten die Voraussetzungen für eine Organ- und Gewebeentnahme grundsätzlich vorliegen. Dies ist der Fall, wenn der Hirntod unmittelbar bevorsteht, vermutlich bereits eingetreten ist beziehungsweise bereits festgestellt wurde. Das Vorgehen zur Erlangung einer ärztlichen Abrufberechtigung und außerdem der Umfang der benötigten Patientendaten zur eigentlichen Abfrage werden in den offiziellen Bekanntmachungen nicht kommuniziert.

### Blutspenden
Blutspenden und Stammzellspenden sind von dem Gesetz nicht erfasst.

## Todesfeststellung (Gesamthirntod-Konzept)
Das TPG regelt den Tod des potentiellen Spenders als Entnahmevoraussetzung in § 3 Abs. 1 Nr. 2 und Abs. 2 Nr. 1.
Demnach ist es erforderlich, dass der Tod des Spenders nach dem aktuellen Erkenntnisstand der medizinischen Wissenschaften festgestellt wurde und ein irreversibler Totalausfall von Großhirn, Kleinhirn und Hirnstamm vorliegt. Da in § 3 Abs. 2 Nr. 2 TPG alle wesentlichen Hirnregionen aufgezählt werden, spricht man vom Gesamthirntod.
Die Kriterien für die Diagnostik des Hirntodes wurden erstmals 1968 durch eine Kommission der Harvard-Universität benannt. Nachdem verbesserte diagnostische Methoden entwickelt wurden, formulierte der Wissenschaftliche Beirat der Bundesärztekammer 1982 die ersten Entscheidungshilfen zur Feststellung des Hirntodes. Der technische Fortschritt erforderte in den Jahren 1986, 1991 und 1997 Fortschreibungen der Entscheidungshilfen. Vor der Organentnahme müssen der Ausfall der Hirnfunktionen oder der endgültige, nicht behebbare Stillstand von Herz und Kreislauf des Spenders durch zwei Ärzte unabhängig voneinander festgestellt werden. Sie dürfen an der späteren Organtransplantation weder beteiligt sein, noch einem daran beteiligten Arzt unterstehen.

## Einwilligung zur Organentnahme (Entscheidungslösung)

### Gesetzliche Regelung
Das Transplantationsgesetz wurde durch ein weitergehendes Gewebegesetz ergänzt. Dies beruht auf den europarechtlichen Vorgaben der EG-Richtlinie 2004/23/EG. Am 23. Mai 2007 wurde im Bundestag das Gewebegesetz verabschiedet. Es ist am 1. August 2007 in Kraft getreten.
Am 24. April 2007 veröffentlichte der Nationale Ethikrat in Deutschland eine Stellungnahme mit dem Ziel, die Zahl der Organspenden zu erhöhen. Dabei wurde die Widerspruchsregelung favorisiert. In der Stellungnahme heißt es u. a.: „Im Jahr 2005 haben sich trotz der im TPG niedergelegten Meldepflicht nur 45 % der Krankenhäuser mit Intensivstationen an der Organspende beteiligt, d. h. mindestens Kontakt mit der zuständigen Koordinierungsstelle aufgenommen. Dieser Missstand ist sowohl auf mangelnde Anreize für Krankenhäuser, sich an der Organspende zu beteiligen, als auch auf mangelnde Sanktionen für die Nichtbeteiligung zurückzuführen.“ Im Mai 2007 wurde eine Änderung des Transplantationsgesetzes von Ulla Schmidt, Gesundheitsministerin von 2001 bis 2009, abgelehnt.
Nach der Bundestagswahl im Herbst 2009 endete die schwarz-rote große Koalition; Angela Merkel bildete eine schwarz-gelbe Koalition und das Kabinett Merkel II. Gesundheitsminister wurde zunächst Philipp Rösler, 2012 gefolgt von Daniel Bahr.
Es fand ein großes öffentliches Echo, als Frank-Walter Steinmeier, Kanzlerkandidat der SPD 2009 und SPD-Fraktionsvorsitzender seit Herbst 2009, im August 2010 seiner Ehefrau eine Niere spendete.
Politiker mehrerer Parteien regten daraufhin eine Debatte über eine Reform der Organspenden-Regelung an. Bundesjustizministerin Sabine Leutheusser-Schnarrenberger äußerte, offen über eine Widerspruchsregelung bei Organspenden diskutieren zu wollen. Danach wäre eine Organentnahme zulässig gewesen, wenn der Spender dem nicht ausdrücklich widersprochen hat.
Am 25. Mai 2012 beschloss der Deutsche Bundestag mit großer Mehrheit eine umfassende Reform der Organspende, der der Bundesrat im Juni 2012 zustimmte. In § 2 Abs. 1a des Transplantationsgesetzes sowie § 291a Abs. 3 Satz 1 Nummer 7 bis 9 SGB V wurde zum 1. November 2012 die Entscheidungslösung umgesetzt. Danach wirken die Krankenkassen und die privaten Krankenversicherungsunternehmen durch regelmäßige Anschreiben darauf hin, dass die Versicherten eine Entscheidung zur Organ- und Gewebespende treffen und diese Entscheidung dokumentieren, insbesondere in einem Organspendeausweis. Die elektronische Gesundheitskarte muss geeignet sein, Erklärungen der Versicherten zur Organ- und Gewebespende sowie Hinweise auf das Vorhandensein und den Aufbewahrungsort entsprechender Erklärungen aufzunehmen (§ 291a Abs. 3 Satz 1 Nr. 7 und 8 SGB V).
Wer eine Erklärung zur Organ- und Gewebespende abgibt, kann in eine Entnahme einwilligen, ihr widersprechen oder die Entscheidung einer namentlich benannten Person seines Vertrauens übertragen (erweiterte Zustimmung) Letzteres stellt eine besondere Art der postmortalen Vollmacht dar. Niemand ist jedoch verpflichtet, überhaupt eine Erklärung abzugeben (§ 2 Abs. 2 und Abs. 2a TPG).
Die gesetzliche Regelung der Zulässigkeit der postmortalen Organspende muss zum einen dem über den Tod hinaus fortwirkenden Selbstbestimmungsrecht jedes Menschen Rechnung tragen. Deshalb hat die zu Lebzeiten abgegebene Erklärung zur Organspende absolute Priorität und ist von jedermann strikt zu beachten. Die Einwilligung kann auf die Entnahme bestimmter Organe beschränkt werden. Jugendliche können erst ab 16 Jahren selbst in eine Organspende einwilligen, ab 14 Jahren ist ein Widerspruch möglich.
Zum anderen regelt das Transplantationsgesetz auch die weitaus überwiegende Zahl der Fälle, in denen der Verstorbene zu Lebzeiten – aus welchen Gründen auch immer – keine Erklärung zur Organspende abgegeben hatte. Dies betrifft mehr als 90 % aller Todesfälle.
Der nächste Angehörige ist als Sachwalter des über den Tod hinaus fortwirkenden Persönlichkeitsrechts verpflichtet, einen ihm bekannten oder mutmaßlichen Willen des möglichen Organspenders bei der Entscheidung über eine postmortale Organspende zu beachten. Wenn auch Anhaltspunkte für einen mutmaßlichen Willen fehlen, ist der nächste Angehörige nach ethisch verantwortbarem Ermessen im Rahmen seines Totenfürsorgerechts zu einer Entscheidung im Sinne des Verstorbenen berufen. In rund 60 % der jährlich zur Transplantation in Frage kommenden Todesfälle erteilen die nächsten Angehörigen ihre Einwilligung.

### Organentnahme mit Einwilligung des Organspenders
1. Die Entnahme von Organen ist nur zulässig, wenn
  1. der Organspender in die Entnahme eingewilligt hatte,
  2. der Tod des Organspenders nach Regeln, die dem Stand der Erkenntnisse der medizinischen Wissenschaft entsprechen, festgestellt ist und
  3. der Eingriff durch einen Arzt vorgenommen wird.
2. Die Entnahme von Organen ist unzulässig, wenn
  1. Die Person, deren Tod festgestellt ist, der Organentnahme widersprochen hatte,
  2. nicht vor der Entnahme bei dem Organspender der endgültige, nicht behebbare Ausfall der Gesamtfunktion des Großhirns, des Kleinhirns und des Hirnstamms nach Verfahrensregeln, die dem Stand der Erkenntnisse der medizinischen Wissenschaft entsprechen, festgestellt ist.

Der Arzt hat den nächsten Angehörigen des Organspenders über die beabsichtigte Organentnahme zu unterrichten.

### Organentnahme mit Zustimmung anderer Personen
1. Liegt dem Arzt, der die Organentnahme vornehmen soll, weder eine schriftliche Einwilligung noch ein schriftlicher Widerspruch des möglichen Organspenders vor, ist dessen nächster Angehöriger zu befragen, ob ihm von diesem eine Erklärung zur Organspende bekannt ist. Ist auch dem Angehörigen eine solche Erklärung nicht bekannt, so ist die Entnahme nur zulässig, wenn ein Arzt den Angehörigen über eine in Frage kommende Organentnahme unterrichtet und dieser ihr zugestimmt hat. Der Angehörige hat bei seiner Entscheidung einen mutmaßlichen Willen des möglichen Organspenders zu beachten.
Der Arzt hat den Angehörigen hierauf hinzuweisen. Der Angehörige kann mit dem Arzt vereinbaren, dass er seine Erklärung innerhalb einer bestimmten vereinbarten Frist widerrufen kann.
2. Nächste Angehörige im Sinne dieses Gesetzes sind in der Rangfolge ihrer Aufzählung:
  1. Ehegatte oder eingetragene Lebenspartner
  2. volljährige Kinder,
  3. Eltern oder, sofern der mögliche Organspender zur Todeszeit minderjährig war und die Sorge für seine Person zu dieser Zeit nur einem Elternteil, einem Vormund oder einem Pfleger zustand, dieser Sorgerechtsinhaber,
  4. volljährige Geschwister,
  5. Großeltern.

Der nächste Angehörige ist nur dann zu einer Entscheidung befugt, wenn er in den letzten zwei Jahren vor dem Tod des möglichen Organspenders zu diesem persönlichen Kontakt hatte. Der Arzt hat dies durch Befragung des Angehörigen festzustellen. Bei mehreren gleichrangigen Angehörigen reicht es aus, wenn einer von ihnen beteiligt wird und eine Entscheidung trifft; es ist jedoch der Widerspruch eines jeden von ihnen zu beachten. Ist ein vorrangiger Angehöriger innerhalb angemessener Zeit nicht erreichbar, genügt die Beteiligung und Entscheidung des nächsterreichbaren nachrangigen Angehörigen.
Dem nächsten Angehörigen steht eine volljährige Person gleich, die dem möglichen Organspender bis zu seinem Tode in besonderer persönlicher Verbundenheit offenkundig nahegestanden hat; sie tritt neben den nächsten Angehörigen.

Im Hinblick auf die notwendige Vertrauensbildung sollten alle Schritte der Entscheidungsfindung umfassend dokumentiert werden. Den nächsten Angehörigen des Verstorbenen und anderen ihm besonders nahestehenden Personen ist ein Recht zur Einsichtnahme in die Unterlagen über die Todesfeststellung, Ablauf und Umfang der Organentnahme sowie über eine Beteiligung anderer nächster Angehöriger und besonders nahestehender Personen einzuräumen.
3. Hatte der mögliche Organspender die Entscheidung über eine Organentnahme einer bestimmten Person übertragen, tritt diese an die Stelle des nächsten Angehörigen. Es handelt sich bei der Übertragung dieser Entscheidung um eine postmortale Vollmacht.
4. Bei einem toten Embryo oder Fötus kann allein die Frau, die mit dem Embryo oder Fötus schwanger war, in die Organentnahme einwilligen. Sie gilt zudem für die Zwecke der Dokumentation, der Rückverfolgung und des Datenschutzes als Spenderin.

## Transplantationsregister
Seit 2012 diskutierte die Fachwelt über eine einheitliche Datenerhebung für den gesamten Prozessablauf in der Transplantationsmedizin (Transplantationsregister). Bis dahin wurden die Daten in verschiedenen Institutionen und unter unterschiedlichen Vorgaben erhoben. Die Zusammenführung der Daten und die damit verfolgten Ziele bedurften nach Ansicht des Bundesgesundheitsministeriums eines eingehenden fachlichen Diskurses, den das Ministerium führen und vorantreiben müsse.
Das BMG hat am 30. April 2013 das BQS Institut für Qualität & Patientensicherheit mit der Erstellung eines Fachgutachtens für ein nationales Transplantationsregister beauftragt. Dieses Gutachten wurde am 8. August 2014 vorgelegt.
Mit Wirkung vom 1. November 2016 wurde das Transplantationsregister errichtet. Die Regelungen wurden als §§ 15a bis 15i in das Transplantationsgesetz eingefügt sowie als § 299 Abs. 5 in das SGB V. Mit dem Transplantationsregister werden erstmals Daten von verstorbenen Organspendern, Organempfängern und Lebendspendern bundesweit zentral zusammengefasst und miteinander verknüpft.

### Landesrecht zum TPG
- Ausführungsgesetz Baden-Württ.
- Ausführungsgesetz Bayern (PDF) (39 kB)
- Ausführungsverordnung Brandenburg
- Ausführungsgesetz Hessen (PDF) (34 kB)
- Ausführungsgesetz Mecklenburg-Vorp. (PDF) (39 kB)
- Ausführungsgesetz NRW
- Ausführungsgesetz Rheinland-Pfalz (PDF) (37 kB)
- Ausführungsgesetz Saarland (PDF) (29 kB)
- Ausführungsgesetz Sachsen: Sächsisches Ausführungsgesetz zum Transplantationsgesetz (SächsAGTPG)
- Ausführungsverordnung Schl.-Holstein
- Quellenübersicht sämtlicher Landesregelungen (PDF) (72 kB)